# Beeldtelefoon

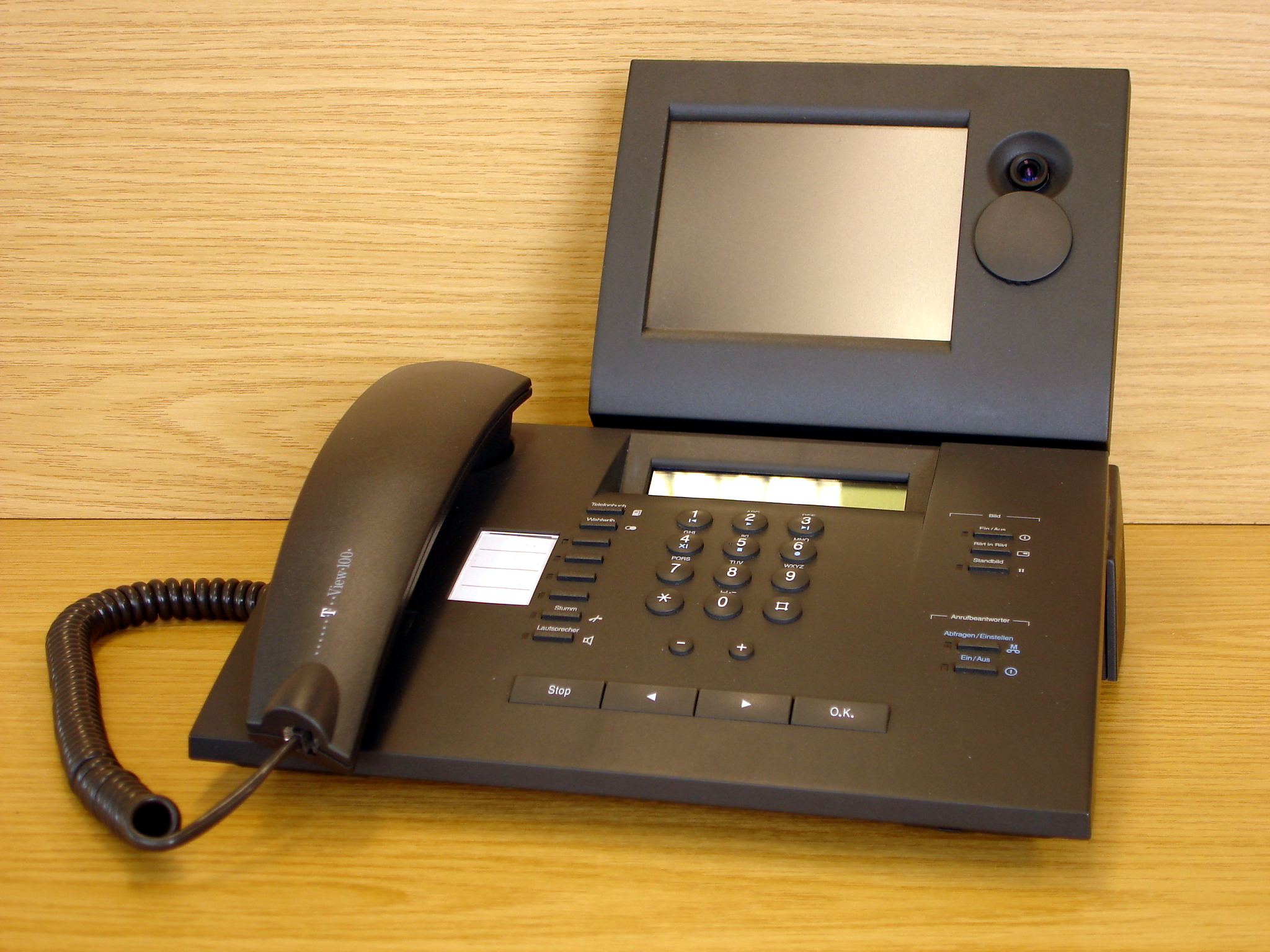
Beeldtelefoon T-View 100

Een beeldtelefoon (ook wel videofoon genoemd) is een telefoontoestel waarmee geluid en beeld verzonden kunnen worden. Om elkaar te horen is een microfoon en een luidspreker nodig. Om elkaar te zien moeten de gebruikers een camera en een beeldscherm hebben. Er zijn verschillende soorten beeldtelefoons. De meest simpele vindt men dikwijls in bijvoorbeeld een flatgebouw. Daarmee kan men zien wie er aan de deur is. 

## Communicatie
Een beeldtelefoon maakt gebruik van een communicatieverbinding met voldoende bandbreedte. Hiervoor werden vroeger de beide telefoonlijnen van een ISDN-aansluiting gebruikt. Sinds de introductie van breedband internet is het ook mogelijk om via VoIP te beeldbellen. Beeldbellen via de mobiel is eveneens binnen bereik gekomen door UMTS en de opkomst van mobiele telefoons met een ingebouwde camera en kleurenscherm.

## Soorten beeldtelefoons
Er zijn drie soorten beeldtelefoons: het set-top-systeem, de videotelefoon en de beeldtelefoon in de computer.

### Set-top-systeem
Bij het set-top-systeem staat de camera op een televisietoestel. Een tv dient als beeldscherm en als dat nodig is als geluidsbox. 
Er kan een bewegende camera worden aangesloten die 'aan de andere kant van de lijn' bediend kan worden. Met een camera die kan draaien kunnen meerdere personen tegelijkertijd aan een gesprek deelnemen. Zo hoeven ze niet van plaats te wisselen. Bijvoorbeeld tijdens vergaderingen.
Een nadeel is dat er bij 'set-top'-bellen minder privacy is. Het is vaak een groot televisiescherm en de gebruiker weet soms niet wie er aan de andere kant van de lijn meekijkt. Ook de ruimte (2-3 meter) tussen de set-top-telefoon en spreker geeft een gevoel van afstand.

### Videotelefoon
Bij de videotelefoon zit het beeldscherm in het telefoontoestel. Het is een compact apparaat. Het is makkelijk te verplaatsen en geeft meer privacy. Het kleine beeldscherm heeft ook nadelen. Doven hebben moeite met het aflezen van gebaren en het mondbeeld. 
Dit kan voorkomen worden door het toestel te koppelen aan een televisietoestel. Zo wordt het een set-top-systeem.

### Ingebouwde beeldtelefoon
Wanneer iemand al een computer heeft, is de ingebouwde beeldtelefoon de goedkoopste oplossing. De computer wordt voorzien van een speciale insteekkaart en een speciaal programma. De pc moet aangesloten zijn op het ISDN-telefoonnet, ADSL of een kabelmodem. Bij ADSL en kabelmodem moet de upstreamsnelheid minimaal 128 kb/s zijn. De snelheid van de meeste ADSL- en kabel-abonnementen is hoog genoeg om een beeldtelefoon te kunnen gebruiken.
Een nadeel is dat een computer altijd aan moet staan. Ook kunnen storingen optreden tussen de beeldtelefoon en andere onderdelen van de computer. 
Een voordeel kan zijn dat tekst of een ander bestand gemakkelijk meegestuurd kan worden. Met de andere systemen is dit lastiger. De beeldtelefoon moet dan nog worden aangesloten op een computer.

## Gebarentaal
Een beeldtelefoon is nuttig voor doven en slechthorenden die niet zo goed kunnen lezen en daarom geen teksttelefoon kunnen gebruiken. Zij kunnen met behulp van deze speciale telefoons dan toch op een afstand met elkaar communiceren in gebarentaal. Gebarentolken kunnen via de beeldtelefoon ook op afstand tolken.